# Padala
Padala egy falu Nyugat-Bulgáriában. Rila önkormányzat közigazgatási területén, Kjusztendil megyében.

## Földrajz
Padala hegyvidéki területen található.